# Episodi di Zwei Münchner in Hamburg (terza stagione)
La terza stagione della serie televisiva Zwei Münchner in Hamburg è stata trasmessa in anteprima in Germania dalla ZDF tra il 14 settembre 1993 e il 30 novembre 1993.
| nº | Titolo originale                  | Titolo italiano | Prima TV Germania | Prima TV Italia |
| -- | --------------------------------- | --------------- | ----------------- | --------------- |
| 1  | Kinder, wie die Zeit vergeht      | inedito         | 14 settembre 1993 | inedito         |
| 2  | Die Taufe am Tegernsee            | inedito         | 21 settembre 1993 | inedito         |
| 3  | Das bisschen Haushalt             | inedito         | 28 settembre 1993 | inedito         |
| 4  | Die flotte Welle                  | inedito         | 5 ottobre 1993    | inedito         |
| 5  | Bank-Geheimnisse                  | inedito         | 12 ottobre 1993   | inedito         |
| 6  | Ein Fettnäpfchen für Dr. Kaulbach | inedito         | 19 ottobre 1993   | inedito         |
| 7  | Was für eine Premiere!            | inedito         | 26 ottobre 1993   | inedito         |
| 8  | Drei Enkel für van Daalen         | inedito         | 2 novembre 1993   | inedito         |
| 9  | Nesthäkchens Entführung           | inedito         | 9 novembre 1993   | inedito         |
| 10 | Tizian, der Wundertraber          | inedito         | 16 novembre 1993  | inedito         |
| 11 | Gefährliche Versuchung            | inedito         | 23 novembre 1993  | inedito         |
| 12 | Labskaus und Weißwürst'           | inedito         | 30 novembre 1993  | inedito         |